# Патара-Чаилури
Патара-Чаилури (груз. პატარა ჩაილური) — село в Грузии. Находится в Сагареджойском муниципалитете края Кахетия. Высота над уровнем моря составляет 750 метров. Население — 890 человека (2014).